# بروتين الريبوسوم S14
بروتين الريبوسوم S14 (بالإنجليزية: Ribosomal Protein S14)‏ (RPS14) هوَ بروتين يُشَفر بواسطة جين RPS14 في الإنسان. الريبوسومات هي العضيات التي تحفز تخليق البروتين، تتكون من وحدة فرعية صغيرة 40S ووحدة فرعية كبيرة 60S. تتكون هذه الوحدات الفرعية معًا من 4 أنواع من رنا RNA وحوالي 80 بروتينًا مميزًا من الناحية الهيكلية. ويعد أحد مكونات الوحدة الصغرى 40S للريبوسوم والذي يلعب دورًا مهمًا في الترجمة في عملية الاصطناع الحيوي للبروتين (التي تشكل جزءا من عملية التعبير الجيني).

## الأهمية السريرية
وجد أن إسكات هذا الجين بواسطة رنا حلقة جذعية صغير عبر عملية تدخل الرنا يثبط تكاثر الخلايا السرطانية في اللوكيميا النخاعية الحادة عن طريق تحفيز بروتين مثبط الورم 53.

## روابط خارجية
- نظرة شاملة على جميع المعلومات الهيكلية المتاحة في بنك بيانات البروتينات (PDB) لـقاعدة البيانات يونيبروت (UniProt): A0A8H6F0V4 (بروتين الريبوسوم S14) في بنك بيانات البروتين في أوروبا (PDBe-KB).